# 扁脂鯉
扁脂鯉，俗名稱倒吊九間，為輻鰭魚綱脂鯉目脂鯉亞目上口脂鯉科的其中一個種。

## 分布
本魚分布於南美洲奧里諾科河、亞馬遜河、巴拉圭河及巴拉那河等流域。

## 特徵
本魚體側具有數條深褐色的波狀條紋，傾斜地覆蓋淺灰黃色的魚體上。一條深色條紋從吻端向後穿過眼睛。背鰭、腹鰭、脂鰭有褐色斑紋，在尾柄的基部有一黑色邊緣。體長約4.5公分。

## 生態
本魚棲息淡水溪流中，屬草食性，休息和游動時頭朝下，為其特色。

## 經濟利用
可食用，但大多作為觀賞魚，飼養時宜單養，不太能容忍同類。